# آلبرتو پوزی

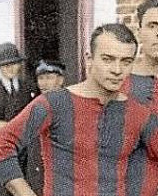
آلبرتو پوزی - ۱۹۲۴

آلبرتو پوزی (به ایتالیایی: Alberto Pozzi) بازیکن فوتبال و اهل ایتالیا است که از سال ۱۹۲۲ میلادی عضو تیم ملی فوتبال ایتالیا بوده و در ۳ بازی ملی حضور داشته‌است. او در بازی‌های ملی‌اش گلی به ثمر نرساند.
آلبرتو پوزی آخرین بازی ملی خود را در سال ۱۹۲۴ میلادی انجام داد.